# جون مكغوان
جون مكغوان (بالإنجليزية: John McGowan)‏ هو لاعب كرة قدم بريطاني في مركز ظهير ‏، ولد في 1952 في اسكتلندا في المملكة المتحدة. لعب مع نادي كوينز بارك.